# Keith Edward Bullen
Keith Edward Bullen (Auckland, 29 juni 1906 – aldaar, 23 september 1976) was een Nieuw-Zeelands wiskundige, geofysicus en seismoloog. Bullen is bekend om zijn onderzoek naar looptijden van seismische golven en het binnenste van de Aarde.

## Biografie
Bullen bracht zijn jeugd door in Auckland, waar hij wiskunde studeerde. Na een paar jaar als wiskundedocent gewerkt te hebben vertrok hij in 1931 naar Engeland, waar hij aan het St John’s College van Cambridge University promoveerde. Daarna keerde hij terug naar Nieuw-Zeeland, om in 1940 naar Australië te verhuizen, waar hij les ging geven aan de University of Melbourne. In 1945 werd hij hoogleraar in toegepaste wiskunde aan de University of Sydney, waar hij tot 1971 les bleef geven.
Keith Bullen trouwde in 1935 met Florence Mary Pressley, ze hadden twee kinderen. Bullen stierf in 1976 aan de gevolgen van een hartinfarct.

## Werk
Tijdens zijn jaren in Cambridge was Bullen een student van Harold Jeffreys, met wie hij werkte aan de looptijden van seismische golven bij aardbevingen. Het correctiewerk dat de twee aan de looptijden van P-golven verrichtten werd gepubliceerd in 1940 (de Jeffreys-Bullen tables) en bleef lange tijd de standaard in de seismologie. Bullen bleef zich daarna bezighouden met het opstellen van looptijdtabellen van gereflecteerde seismische golven.
Aan de hand van de nieuwe tabellen kon met grotere nauwkeurigheid in het binnenste van de Aarde "gekeken" worden. Bullen werkte verder aan het berekenen van de dichtheid op toenemende diepte. Hij deelde de Aarde in in schillen, die hij een letter gaf van A tot G, waarbij de korst "A" was en de binnenkern "G". Hij kwam tot de conclusie dat de scheiding tussen aardmantel en aardkern chemisch van aard moest zijn en onderzocht de snelle dichtheidstoename in de onderste 200 km van de mantel (een zone die hij in 1950 de D’’-laag noemde). Ook projecteerde hij zijn model voor de Aarde op andere planeten.

## Erkenning
- 1949 – Fellow of the Royal Society of London
- 1954 – Foundation fellow of the Australian Academy of Science
- 1961 – Foreign associate of the US National Academy of Sciences
- 1961 – William Bowie Medal van de American Geophysical Union
- 1963 – Arthur Day Medal van de Geological Society of America
- 1966 – Research Medal van de Royal Society of Victoria
- 1968 – Pontifical Academician
- 1969 – Matthew Flinders Lecturer and Medallist
- 1974 – Gold Medal of the Royal Astronomical Society